# سونداریا
سونداریا (انگلیسی: Soundarya; ۱۸ ژوئیهٔ ۱۹۷۲ – ۱۷ آوریل ۲۰۰۴) هنرپیشه اهل هند بود. وی بین سال‌های ۱۹۹۲ تا ۲۰۰۴ میلادی فعالیت می‌کرد.
از فیلم‌ها یا برنامه‌های تلویزیونی که وی در آن نقش داشته‌است می‌توان به شماره یک، از نسل آفتاب، آنایا، آروناچالام، آزاد، پادایاپا، حرمسرا، من دوست دارم ببینم و ۹ ماه اشاره کرد.
وی همچنین برندهٔ جوایزی همچون جایزه ناندی و جایزه فیلم‌فیر جنوب شده‌است.